# Bataille de Bama (2013)
Pour les articles homonymes, voir Bataille de Bama.
Insurrection de Boko Haram
La deuxième bataille de Bama a lieu le 20 décembre 2013 lors de l'insurrection de Boko Haram.

## Déroulement
Le 20 décembre 2013, à l'aube, les djihadistes de Boko Haram attaquent et prennent d'assaut le camp Mohammed Kur à Bama. Les assaillants mettent ensuite le feu au campement avant de se replier en emmenant avec eux plusieurs soldats, ainsi que femmes et des enfants faits prisonniers. 
L'armée nigériane contre-attaque contre les djihadistes. Les militaires se lancent à leur poursuite et l'aviation effectue plusieurs bombardements. Selon le témoignage d'un habitant, quatre villages sont totalement brûlés; Awaram, Ali-Ali, Suwabara et Kashimri.

## Les pertes
Selon Chris Olukolade, porte-parole du ministère de la Défense : « Même si un grand nombre d'insurgés ont pu s'échapper en étant blessés par balle tandis que certains ont été arrêtés, plus de 50 d'entre eux sont morts dans les échanges de coups de feu avec les troupes qui tentaient d'appréhender les terroristes en fuite ». Selon lui les pertes des militaires sont de 15 morts et celle des civils de 5 tués,.
Par la suite, le bilan des pertes djihadistes monte à 63 morts,.
Les islamistes se replient vers la frontière camerounaise mais ils sont poursuivis pendant deux jours par des forces au sol de l'armée nigériane, ainsi que par l'aviation basée à Maiduguri.